# Beatriz Valdés Escoffery
Beatriz Cecilia Valdés Escoffery (Ciudad de Panamá, 1940) es una periodista y escritora panameña. Pertenece a la última generación de la posvanguardia de escritores panameños como Consuelo Tomás, Héctor Collado, Juan David Morgan, Enrique Jaramillo Levi, entre otros.[cita requerida]

## Biografía
Estudió la primaria en los colegios María Inmaculada y Las Esclavas, y la secundaria en el internado St. Philomena´s, en Surrey, Reino Unido. En dicho país obtuvo el certificado de dominio del idioma inglés de la Universidad de Cambridge, acreditándose como intérprete de inglés al español y viceversa. En Panamá estudió la carrera de Derecho en la Universidad Santa María la Antigua.
Ha estado ejerciendo como periodista, relacionista pública e intérprete en diversas entidades desde 1977. En 1985 creó y dirigió, el semanario "El Heraldo". También condujo el programa radial "El Heraldo en el aire" de 1987 a 1992.
En 1996 fue una de los miembros fundadores de la Fundación Pro Biblioteca Nacional de Panamá.

## Trayectoria literaria
- Premio Ricardo Miró
  - Sección ensayo, con "Yukio Mishima: seda y acero" (1985).
  - Sección cuento, con "Nada personal" (1989).
  - Sección cuento, con "La estrategia del escorpión" (1994).
- Encuentro de primeras damas de las Américas
  - Sección cuento, con "El abrigo rojo" (Panamá, 1993)
  - Sección cuento, con "El abrigo rojo" (Costa Rica, 1993)
- Premio Nacional de Cuento "César A. Candanedo" 
  - "Suceso en la posada del Cock's Crow" (1994).
- Juegos Florales de Quetzaltenango (Guatemala)
  - Sección cuento, con "Me acordaré de ti". (1994)
- Premio Revista Lotería
  - Sección ensayo con "¿Tenemos Alma?: De Freud a Jung"

## Obras

### Cuento
1. Nada personal (cuentos, 1992)
2. El abrigo rojo (cuento, 1993)
3. Suceso en la Posada de Cock's Crow (cuento, 1994)
4. Me acordaré de ti (cuentos, 1994)
5. La estrategia del escorpión (cuentos,1996)
6. Una declaración de amor y otros cuentos (cuentos, 2007)
7. Un misterio en el Casco Viejo (cuentos, 2016)
8. Un zafiro para dos mujeres

### Ensayo
1. Yukio Mishima: seda y acero (ensayo, 1986)
2. ¿Tenemos alma? De Freud a Jung (ensayo)
3. Un resplandor alucinante: Vida y obra de Aldus Huxley (ensayo, 2012)

### Artículos y otros escritos
1. El señor de las moscas (artículo)
2. Paula Jiménez... de la huelga de las zapateritas a la junta directiva de la Lotería Nacional (entrevista)
3. ¿Quién quiere un gallo mágico? (reportaje)